# تپه علی شاملو
تپه علی شاملو مربوط به دوران‌های تاریخی پس از اسلام است و در شهرستان بروجن، بخش گندمان، روستای بیژگرد واقع شده و این اثر در تاریخ ۸ مرداد ۱۳۸۱، با شمارهٔ ثبت ۶۰۰۹ به‌عنوان یکی از آثار ملی ایران به ثبت رسیده است.